# 伯方の塩

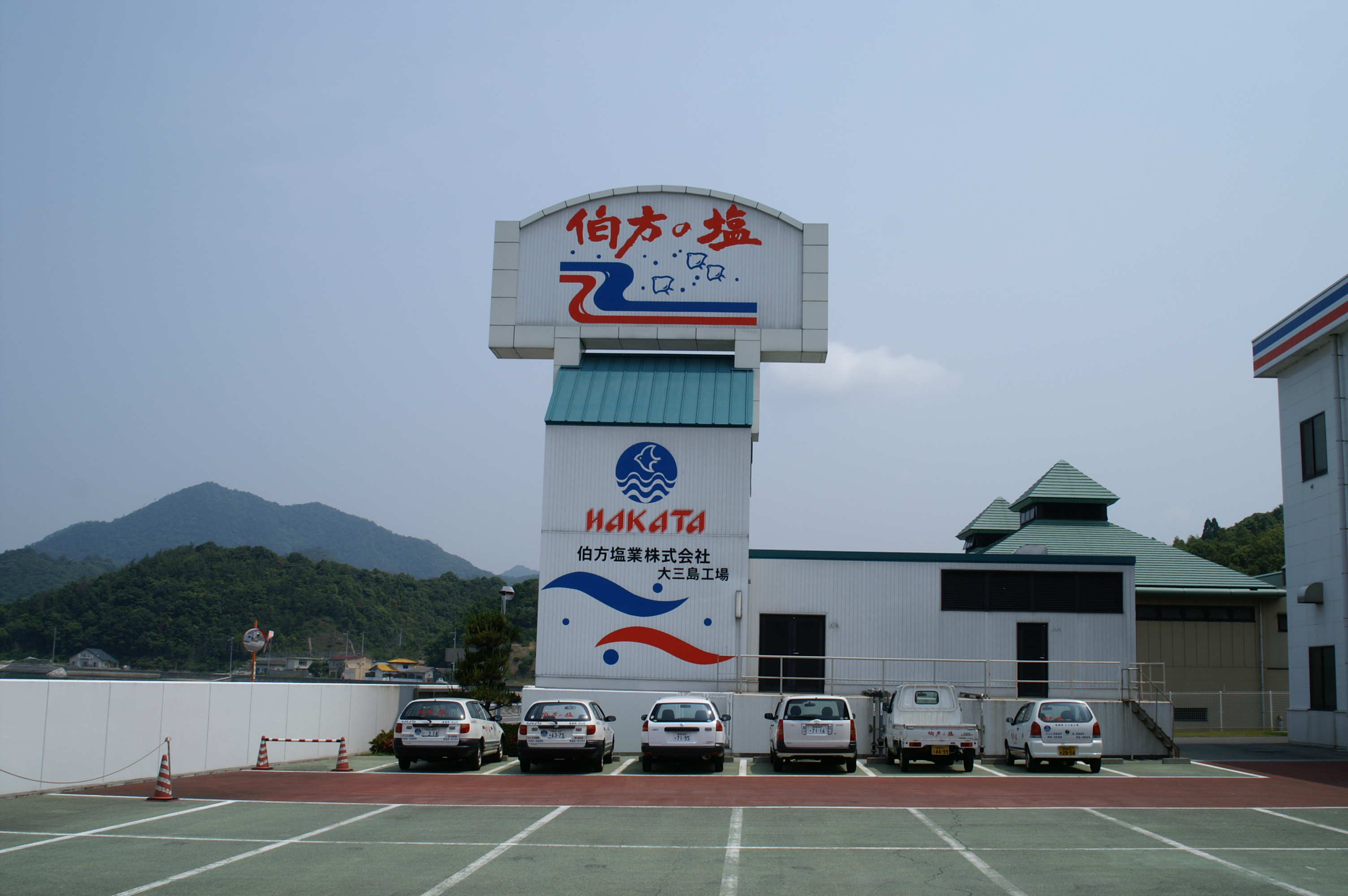
伯方塩業大三島工場

伯方の塩（はかたのしお）は、愛媛県の伯方塩業が1973年（昭和48年）から製造・販売している塩。
粗塩、焼塩の2種類がある。通常特に断りが無い場合は粗塩を指す。
姉妹品としてはフルール・ド・セル（塩の花）、ローストソルトがある。

「伯方の塩」という商品名は愛媛県今治市の伯方島から取られているが、福岡市を示す博多と誤解されることが有る。

## 概要
1971年（昭和46年）4月に成立した「塩業近代化臨時措置法（塩専売法）」により、従来日本で行われていた流下式塩田製法が全廃され、イオン交換膜製塩への切り替えが起こり、製塩業は化学工業化された。
1806年（文化3年）から続いていた伯方島の塩田も1971年（昭和46年）12月に廃止となり、松山市でこれに疑問を持った菅本フジ子、西本友康らによって自然塩存続運動が起こる。菅本らが塩田製塩の存続を訴え、5万人の署名を集めて関係各省へ訴えた結果、1973年（昭和48年）、日本専売公社は「メキシコ・オーストラリアから輸入される天日海塩を用いること」などを条件として塩田製法を用いた塩の販売が認可され、「伯方の塩」が生まれた。
塩専売法は1997年（平成9年）に廃止され、日本においても海水からの塩の直接採取が認められるようになったが、伯方の塩にはメキシコのゲレロネグロ、オーストラリアのプライスのものが用いられている。ゲレロネグロ塩田は、世界自然遺産である「エル・ビスカイノ生物圏保護区」に隣接している。

## 製法
伯方の塩は、太陽熱で蒸発結晶させたゲレロネグロあるいはプライスから輸入した海塩を日本の海水で再融解して作られている。商品名である伯方島の工場のほか、隣の大三島でも製造が行われており、伯方塩業では商品名について、「『伯方の塩』は伯方で作られた塩という意味ではなく、伯方の塩田を復活させたいという当時の消費者運動の思想から生まれたもの」と説明している。
2004年7月21日にHAKATA焼塩についてメキシコ産の天日塩を伯方島周辺の海水に溶かして加工していたのにもかかわらず容器に「にがりをほどよく残した伯方の塩を焼いた」と表記していたことに対して公正取引委員会が景品表示法の優良誤認の恐れがあるとして伯方塩業に改善を求める警告を出した。
2003年9月24日に放送されたバラエティ番組「トリビアの泉 〜素晴らしきムダ知識〜」において、伯方の塩の原料はメキシコ産であることが取り上げられ、番組の終わりに「伯方の塩はメキシコ生まれの伯方育ち」と説明された。これについて、伯方塩業は、番組では商品の歴史や謂われを知った上でこの表現を用いており、会社として国産品との意識が今まで薄かったことやJAS法上は国産品で農林水産省のガイドラインや法律に従って表記しているが番組では時間が短く誤解や疑問を消費者に与えた危惧があることなどを表明した。なお、番組は放送内容を書籍化しているがこのトリビアは収録されていない。

## 成分
100gあたりの主要成分を以下に記す。
| 名称           | 伯方の塩（粗塩） | 伯方の塩（焼塩） |
| -------------- | ---------------- | ---------------- |
| 水分           | 2.8g             | 0.06g            |
| ナトリウム     | 37.5g            | 38.6g            |
| マグネシウム   | 110mg            | 70mg             |
| カルシウム     | 90mg             | 80mg             |
| カリウム       | 50mg             | 30mg             |
| 塩化ナトリウム | 95.2g            | 98.0g            |

## 備考
本品を製造・販売する伯方塩業大三島工場と同じ今治市にあるしまなみ製菓が、100%伯方の塩を使った「伯方の塩飴」を製造している。

## CM
1987年からCMで使用されている「は・か・た・の・しお!」のサウンドロゴが親しまれている。
1996年から7年間ほどは、演歌歌手の髙城靖雄がCMに出演し、サウンドロゴも髙城の歌うものに差し替えられた。髙城の持ち歌『男龍』（作詞・荒木とよひさ、作曲・岡千秋・1997年発売）ではこのサウンドロゴを思わせるフレーズが使われている。髙城は2013年に「森田一義アワー 笑っていいとも!」に出演し、この歌を披露している。
2019年5月、伯方塩業は、web広告限定でこのフレーズを歌う声優の募集をTwitterで開始した。担当者は取材に対し「Twitterのフォロワーを増やすために考えた企画」「（初代は）誰が歌っているのか、社内でもわかる人がいない」とコメントしている。2019年9月17日に結果が発表され、2639件の応募の中から南詩乃と梅田晋之介のボーカルユニットNovembreが選ばれた。
このサウンドロゴを串田アキラが歌っていたという説があるが、串田の公式サイトにて否定されている。

### 作曲者
前述のWeb広告の声優募集が実施された際、伯方の塩公式Twitter宛てに、作曲家の浦田博信がサウンドロゴ作曲が浦田であること、初代の歌い手が音楽家の塩谷信廣であると名乗り出たが、伯方塩業はこの時点で「初代については人物の特定ができなかった」という見解を崩さなかった。これについて、浦田は「スコアやマスターテープのような証拠がないためかもしれない」と述べている。
その後、2023年に実施された伯方塩業の創業50周年記念イベントで、作曲者が浦田・歌唱が塩谷であることが正式に公表され、浦田が演奏を披露した。